# Omni-Klasse
Die als Omni-Schiffe, oft auch als Ludwigshafen-Klasse bezeichnete Schiffsklasse war eine Baureihe von Semicontainerschiffen der Hamburg-Amerika-Linie.
Diese Schnellfrachter-Serie der Hapag stellt deren letzte Beschaffung von herkömmlichen Stückgutschiffen vor der Fusion mit dem Norddeutschen Lloyd und der darauf folgenden Umstellung der beiden Reedereien auf Containerschiffe dar.

## Geschichte
Die Baureihe dieses Entwurfs des Finkenwerder Werks der Howaldtswerke Deutsche Werft in Hamburg umfasste vier Einheiten, die 1970 in Dienst gestellt wurden. Durch das Konzept der Schnellfrachter, die mit ihrer im Vergleich zur Westfalia-Klasse und Friesenstein-Klasse noch einmal erhöhten Geschwindigkeit von 23 Knoten eine erhebliche Verkürzung der Reisedauer ermöglichten, erhoffte sich die Reederei eine Erweiterung und Verbesserung der Wirtschaftlichkeit für den Hapag-Express-Service nach Fernost. Dieser Gemeinschaftsdienst nach Ostasien wurde mit dem Norddeutschen Lloyd betrieben und am 1. September 1970 durch die Fusion in die Hapag-Lloyd AG integriert.
Das erste Schiff der Klasse war die am 2. Februar 1970 abgelieferte Ludwigshafen.

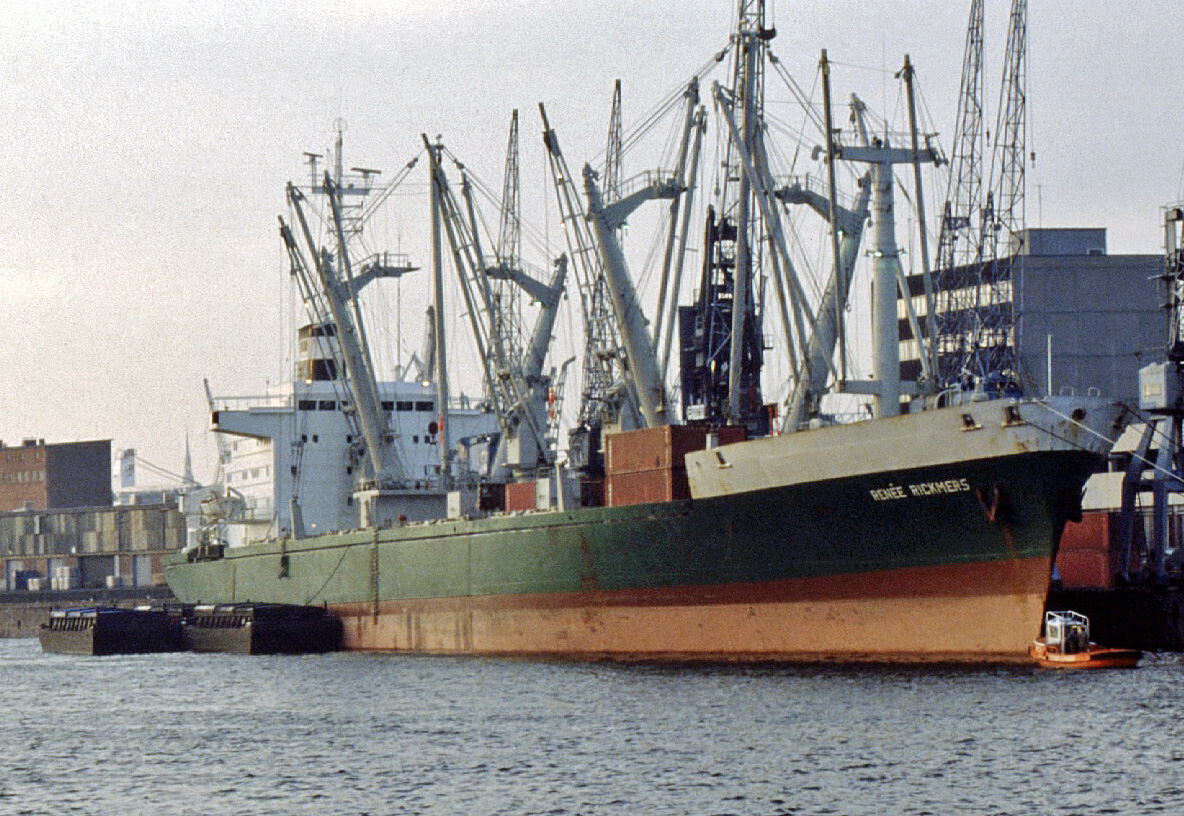
Aus dem Mittelschiff der Ludwigshafen entstand 1980 die Renée Rickmers

Während der Bauzeit der Omni-Klasse, war der Wandel der Langstreckenlinienverkehre durch die Einführung des Containers schon im vollen Gange. Noch vor der Ablieferung der Schiffe und der folgenden Fusion der Hapag zum 1. September 1970 mit dem NDL, hatten beide Reedereien ihre ersten vier Containerschiffe der Hamburg-Express-Klasse für den Ostasiendienst schon in Auftrag gegeben, die in den Jahren 1972/1973 für den gemeinsamen Ostasiendienst der neugegründeten Hapag-Lloyd in Fahrt kamen. Die Schiffe der Omni-Klasse wurden 1978/79 beim Bremer Vulkan in Bremen durch den Einbau neuer Mittelschiffe zu Containerschiffen umgerüstet. Dabei wurden die Schiffskörper sowohl verlängert als auch verbreitert. Einige der beim Umbau herausgetrennten 90 Meter langen Mittschiffs-Sektionen bildeten die Basis für den Neubau von konventionellen Stückgutschiffen der Rickmers Reederei.
Bis Ende der 1970er Jahre wurde die Umwandlung der Hapag-Lloyd zur Containerlinienreederei weiter vorangetrieben. Die Schiffe der Omni-Klasse wurden ausgeflaggt und verkauft. Alle Schiffe fuhren zuletzt für die schweizerische Reederei Mediterranean Shipping Company (MSC) und wurden erst im Jahr 2009 verschrottet.

## Technik
Herausstechendstes Merkmal, neben der außergewöhnlich leistungsfähigen Antriebsanlage, waren die vielseitigen Ladungseinrichtungen. So waren die Schiffe mit vier Kränen (2 × 11 Tonnen und 2 × 3 Tonnen) ausgestattet. Außerdem waren alle Schiffe mit zwei 40-Tonnen Ladegeschirren zur Übernahme von Schwergut ausgerüstet. Vor den weit nach achtern gerückten Aufbauten befanden sich fünf Trockenladeräume deren Zwischendecks, jeweils mit hydraulischen Glattdecklukendeckeln verschlossen wurden. Hinter dem Deckshaus lag ein weiterer Laderaum. Die Hauptlukendeckel waren nach dem McGregor-Patent gebaut. Weitere Ladungseinrichtungen waren die Garagen für Gabelstapler, die Einrichtungen zur Übernahme von palettisierter Ladung oder Bulkladungen, oder die Ladetanks für Ölladung. Bemerkenswert war auch die Ausstattung der Schiffe mit einem Wulstbug.
Nach dem Umbau, Ende der 1970er Jahre, verfügten die Schiffe über vier Laderäume vor den Aufbauten und einem Laderaum achtern. Die Beladung der mit Zellengerüsten ausgestatteten Containerladeräume erfolgte durch 15 Luken. 
Der Antrieb der Schiffe bestand aus einem von der Bauwerft hergestellten MAN Neunzylinder-Zweitakt-Dieselmotor des Typs K9Z86/160F mit einer Leistung von 22.500 PS. Der Motor ermöglicht eine Geschwindigkeit von rund 21 Knoten. Weiterhin standen drei Hilfsdiesel zur Verfügung. Zur Unterstützung der An- und Ablegemanöver wurden die Schiffe bei ihrem Umbau mit einem Bugstrahlruder ausgerüstet.

## Die Schiffe
| Omni-Schiffe                 | Omni-Schiffe | Omni-Schiffe | Omni-Schiffe | Omni-Schiffe |
| Bauname                      | Bau- nummer  | IMO- Nummer  | Ablieferung  | Umbenennungen und Verbleib |
| ---------------------------- | ------------ | ------------ | ------------ | --- |
| Ludwigshafen                 | 8            | 6930403      | Januar 1970  | 1979 umgebaut Ludwigshafen Express, 1990 Ludwigshafen, 1990 Pol Gulf, 1993 MSC Giulia, am 23. März 2009 zum Abbruch in Alang eingetroffen und am 29. März gestrandet                             |
| Erlangen                     | 9            | 7015274      | 1970         | 1979 umgebaut Erlangen Express, 1981 Incotrans Progress, 1982 Erlangen Express, 1986 Mee May, 1994 MSC Mee May, ab 8. April 2009 verschrottet                                                    |
| Leverkusen                   | 10           | 7020542      | 1970         | 1978 umgebaut Leverkusen Express, 1985 CGM Lorraine, 1986 Leverkusen Express, 1990 Pol Baltic, 1995 MSC Anastasia, am 21. August 2009 zum Abbruch in Alang gestrandet                            |
| Hoechst                      | 14           | 7033044      | 1971         | 1979 umgebaut Hoechst Express, 1981 Incotrans Promise, 1983 Incotrans Pacific, 1987 Michele, 1994 MSC Michele, am 16. August 2009 zum Abbruch in Alang eingetroffen und am 22. August gestrandet |
| Daten: Equasis, grosstonnage |              |              |              | |